# Étoile du Pistolet
Désignations
L’étoile du Pistolet est l'une des étoiles les plus massives de notre galaxie. C'est une hypergéante bleue située à une distance de 26 000 années-lumière de la Terre, près du centre de notre Galaxie dans l'amas du Quintuplet. Elle a une luminosité équivalente à celle de 5 millions de soleils et produit en six secondes autant d'énergie que notre étoile en un an. Elle est pourtant invisible au télescope optique, seuls les instruments infrarouges peuvent l'observer, à cause de la forte présence de poussière interstellaire dans son voisinage.
Des études de la luminosité de l'étoile du Pistolet[réf. nécessaire] ont montré que cette étoile était l'une des plus massives jamais observées. Différents résultats suggéraient des masses au-delà de 100 masses solaires, voire 200, puisque l'étoile est entourée d'une nébuleuse importante. Elle a été comparée souvent à une autre étoile du même type, Eta Carinae. Ce genre d'étoile est connu pour passer par un stade évolutif appelé variable lumineuse bleue, qui se caractérise notamment par de grandes éruptions, avant d'évoluer vers un stade Wolf-Rayet.

## Caractéristiques physiques
L'étoile du Pistolet est une hypergéante variable bleue d'un diamètre environ 300 fois plus grand que celui du Soleil. Sa température est d'environ 12 000 K, elle est 3,3 millions de fois plus lumineuse que le Soleil et elle est estimée être 125 fois plus massive que lui. Elle se trouve à 26 000 années-lumière de la Terre, au centre de la voie lactée dans la constellation du Sagittaire.
Cependant, l'influence de la rotation et l'absence de données sur l'inclinaison de l'étoile du Pistolet par rapport à la Terre maintiennent des incertitudes sur sa masse véritable. Depuis, les étoiles WR 20a, NGC 3603 A1 et R136a1 ont été découvertes, par des méthodes directes, comme étant les étoiles les plus massives connues à ce jour.